# Rolf Beyer (Maler)
Rolf Beyer (* 3. September 1903 in Crimmitschau; † 22. September 1948 in Schweinsburg) war ein deutscher Maler und Zeichner.

## Leben und Werk
Der Vater Beyers war Eigentümer einer Kammgarnspinnerei in Schweinsburg. Auch der Sohn sollte Kaufmann werden. Er absolvierte eine kaufmännische Ausbildung und arbeitete in der Firma. Sein Interesse galt aber der Malerei, und sein Vater ließ ihm dazu viel Spielraum. Die gute wirtschaftliche Lage der Familie ermöglichte ihm Reisen nach Italien, Schweden, die Niederlande, in die Schweiz, nach Ungarn, Polen, Rumänien und England, auf denen er malte. Technische Kenntnisse erlangte er bei einem losen Studienaufenthalt bei Bruno Héroux in Leipzig. Beyer blieb jedoch als Maler Autodidakt und entwickelte seine Fähigkeiten vor allem bei der künstlerischen Arbeit in der Natur. Sein besonderes Interesse galt der Darstellung der Arbeit in den Steinkohlegruben seiner Heimat. Dazu malte er auch unter schwierigsten Verhältnissen über und unter Tage.
Beyer gehörte zum engsten Kreis der bildenden Künstler um das Städtische Museum Zwickau. In der Zeit des Nationalsozialismus war er obligatorisch Mitglied der Reichskammer der bildenden Künste, und er konnte sich an Ausstellungen beteiligen.
Beyer nahm als Soldat der Wehrmacht am Zweiten Weltkrieg teil. Auch in dieser Zeit betätigte er sich als Maler und Zeichner. So entstanden 1944 im kriegszerstörten Warschau eine Reihe von Stadtansichten und als Fenster-Ausblicke gestaltete Stillleben. Im gleichen Jahr geriet er bei Stalingrad in sowjetische Gefangenschaft. 1947 kam er mit schweren gesundheitlichen Schäden nach Crimmitschau zurück, wo er in der kurzen Lebensspanne, die ihm noch blieb, wieder intensiv als freischaffender Künstler arbeitete.

## Werke (Auswahl)
- Sommerliche Gasse in Löwenberg / Niederschlesien (wohl späte 1920er / frühe 1930er Jahre, Öl auf Malpappe, 37,5 × 28 cm)[2]
- Verdorrte Sonnenrosen im Schnee (1934, Öl, 95 × 100 cm)[3]
- Bergmann mit Hunt (1935, Öl ?, 115 × 146 cm; Bergbaumuseum Oelsnitz/Erzgebirge)[4]
- Im Füllort (1935, Öl auf Sperrholz; Bergbaumuseum Oelsnitz)
- Zimmerleute beim Ausbau (1935, Öl auf Hartfaser; Bergbaumuseum Oelsnitz)
- Crimmitschau-Essenwald (1936, Öl; Stadt-Museum Crimmitschau)
- Verdorrte Mohnfelder (1948, Aquarell)
- Bildnis des Malers Wilhelm Schulze-Rose (Kohle; Heimatmuseum Schirgiswalde)
- Bau der Brückenbergstraße (Gemälde; Städtisches Museum Zwickau)
- Katharinenkirche Zwickau (Gemälde; Städtisches Museum Zwickau)
- Kokerei Karl Marx (Gemälde; Städtisches Museum Zwickau)
- Sizilianische Straße (Gemälde; Städtisches Museum Zwickau)[5]

## Ausstellungen (mutmaßlich unvollständig)

### Personalausstellungen
- 1948: Zwickau, Städtisches Museum[6]

### Ausstellungsbeteiligungen
- 1934: Dresden, Brühlsche Terrasse („Sächsische Kunstausstellung“)
- 1934: Dresden, Brühlsche Terrasse („Sächsische Aquarell-Ausstellung“)
- 1939: Breslau, Schlesisches Museum der Bildenden Künste („Sächsische Künstler in Aquarellen und Zeichnungen“)
- 1948: Chemnitz, Schlossberg-Museum, und Glauchau, Stadt- und Heimatmuseum Glauchau („Mittelsächsische Kunstausstellung“)[7]
- 1949: Zwickau, Städtisches Museum („Bergbau in Kunst und Schrifttum“)[8]